# Schmatzin
Schmatzin er en by og kommune i det nordøstlige Tyskland, beliggende i Amt Züssow i den nordlige del af Landkreis Vorpommern-Greifswald. Landkreis Vorpommern-Greifswald ligger i delstaten Mecklenburg-Vorpommern. Tidligere hørte kommunen under Amt Ziethen.

## Geografi
Schmatzin er beliggende ca. seks kilometer syd for Züssow og ca. ti kilometer øst for Gützkow. Kommunens område er et fladt landbrugsområde med kun mindre skovområder. Ud over små kær og damme er der ingen søer, men mod syd findes et tørvemoseområde, der blev udgravet i det 19. århundrede. Der er ingen bakker over 28 moh. og den generelle højde ligger omkring 20 moh.
I kommunen ligger ud over Schmatzin, landsbyerne:
- Schlatkow
- Wolfradshof

### Nabokommuner
Nabokommuner er Züssow mod nord, Klein Bünzow mod øst, Groß Polzin mod syd og byen Gützkow mod vest.

## Eksterne kilder og henvisninger
- Wikimedia Commons har flere filer relateret til Schmatzin

- Kommunens side  på amtets websted